# Besatei Anzelm
Besatei Anzelm (latinul: Anselmus Peripateticus, olaszul: Anselmo di Besate, franciául: Anselme de Besate), (1000 körül – 1070 körül) latinul író középkori olasz dialektikus (vitatkozó) filozófus.
Itáliában született, és Parma városában tanult filozófiát, majd beutazta Európát. A különböző városokban vitákat és érvelési gyakorlatokat tett. Mainz városában a meghallgatása után véleményei ellen nem tiltakoztak, de nem is fogadták el. Ennek az esetnek okán született meg Anzelm műve, a Rhetorimachia. Anzelm véleménye szerint a tartózkodás ellentmondásos, mert ha az ember semmit sem helyesel, és semmit sem helytelenít, akkor tulajdonképpen semmit sem tesz. Semmit sem tenni viszont éppen semmit tenni jelent. Ez utóbbi lehetetlen. (A történet vége az, hogy a mainziak végül elfogadták Anzelm véleményét.)